# هرگز نگو هرگز (ترانه رومیو وید)
«هرگز نگو هرگز» (به انگلیسی: Never Say Never) ترانه‌ای از گروه موج نوی رومیو وُید است که در سال ۱۹۸۲ منتشر شد. این ترانه که آهنگ امضای رومیو وُید به‌شمار می‌آید یکی از قطعات موجود در ئی‌پی ۴ آهنگهٔ هرگز نگو هرگز بود و پس از آن در آلبوم استودیویی نیکوکار منتشر شد. آل‌میوزیک از این ترانه به‌عنوان «یکی از متمایزترین و مبتکرانه‌ترین لحظه‌های موسیقی موج نو» یاد کرده‌است.
«هرگز نگو هرگز» در زمان اتشارش در ایالات متحده برای ۷ هفته در جدول ترانه‌های راک جریان اصلی حضور داشت و تا رتبهٔ بیست و هفتم آن جدول صعود کرد. این قطعه برای ۱۸ هفته جزو پُرفروش‌ترین ترانه‌های دنس کلاب بود و بالاترین جایگاهش در آن جدول، هفدهم بود که در ۲۷ مارس ۱۹۸۲ ثبت شد. «هرگز نگو هرگز» در نیوزیلند هم با ۹ هفته حضور در جدول پُرفروش‌ترین‌ها و صعود تا رتبهٔ هجدهم آن جدول عملکرد قابل قبولی داشت.

## ساخت و محتوا
«هرگز نگو هرگز» معمولاً به خاطر سطر تکرارشوندهٔ «اگه با هم بخوابیم ممکنه بیشتر ازت خوشم بیاد» به‌یاد آورده می‌شود. شعر ترانه (در آن زمان) یک پیغام فمینیستی به شنونده می‌داد و تکمیل‌کنندهٔ شخصیت غیر رمانتیکی بود که دبورا آیِل (خواننده و ترانه‌سرا) از خودش ارائه می‌کرد.
شعر ترانه در مورد فرانک زینکویج (باسیست رومیو وُید) نوشته شده‌است با این‌حال او تا سال ۲۰۰۰ از این موضوع خبر نداشت. در آن سال پزشکان به دبورا آیِل گفتند باید یک عمل جراحی انجام بدهد که با خطر مرگ همراه است، بنابراین بهتر است کارهایی را که فکر می‌کند جا مانده‌اند انجام دهد. در نتیجه او با زینکویج تماس گرفت و به او گفت: «من دارم برای یک عمل جراحی می‌روم و باید به تو بگویم که هرگز نگو هرگز را راجع به تو نوشته‌ام». زینکویچ از شنیدن این موضوع شوکه شد. به گفتهٔ آیل روابط اعضای گروه بسیار افلاطونی بود اما این موضوعی بود که در پس ذهن او بود. آن سطر تکرار شونده به‌نوعی دارد می‌گوید من واقعاً از تو خوشم نمی‌آید، اما اگر چیزی از تو ببینم ممکن است برایت ارزش قائل شوم.

## موزیک ویدئو
برای این ترانه یک ویدئوی سیاه و سفید ساخته شد که حس فیلم‌های تجربی را به بیننده منتقل می‌کرد. «هرگز نگو هرگز» از آثاری بود که در دورهٔ نوپایی ام‌تی‌وی، به شکل‌گیری «سیمای ظاهری» آن شبکه کمک کرد، اما با فراگیر شدن محبوبیت ام‌تی‌وی در صنعت موسیقی، این صنعت بیشتر روی گروه‌هایی تمرکز کرد که در ویدئوهای‌شان «ظاهر» خوبی ارائه می‌کردند.

## موقعیت در جدول‌های فروش
| چارت موسیقی (۱۹۸۲)              | بالاترین جایگاه |
| ------------------------------- | --------------- |
| جدول رسمی موسیقی نیوزیلند       | ۱۸              |
| ترانه‌های دنس کلاب بیلبورد       | ۱۷              |
| ترانه‌های راک جریان اصلی بیلبورد | ۲۷              |